# ファイティングホーク
『ファイティングホーク』（Fighting Hawk）はタイトーから1989年3月に稼動開始したアーケードゲームで、シューティングゲームである。
ゲーメスト1989年5月号で本作を『飛翔鮫』の続編とするなど話題が挙がっており、企画担当の河上聖治は「（飛翔鮫は）毎日のように遊んでおり、シューティング作るならそういう作風にしたいと考えていたため似た方向になったのでは」と振り返っている。なお、左右スクロールが無い。

## ゲーム内容

### ゲームのルール
8方向レバー、2ボタン（ショット、ミサイル）で操縦ファルコンを操作しながら最終目標のドラゴンバットを撃墜していく。全5ステージ＋1×1周。
ショットボタンで敵を攻撃し、ミサイルボタンで敵弾を相殺すると同時にミサイルを発射するが回数制限が付いている。

### アイテム
- ショットパワーアップ

これを取るとショットがパワーアップ（最大10段階）。
- メダル

これを取ると点数が入る。
- ミサイルストック

取るとミサイルが1発分ストックする（最大5発）。
- 1UP

残数が1増える。

### スペシャルボーナス
ステージをクリアするとクリアボーナスとミサイルボーナスが入る。
- ミサイルボーナス

クリア時の残りミサイルストック数×1000点
- クリアボーナス

ステージクリア後に1万、1万5千、2万……と変わっていく。
- オールクリアボーナス

全ステージクリア後のボーナス×100万点

### ミスの条件
- 空中の敵にぶつかる、敵弾＆敵ミサイルの攻撃に当たる。

## 移植版
| No. | タイトル                                   | 発売日        | 対応機種                      | 開発元   | 発売元     | メディア                              | 型式 | 備考                                                                 |
| --- | ------------------------------------------ | ------------- | ----------------------------- | -------- | ---------- | ------------------------------------- | ---- | -------------------------------------------------------------------- |
| 1   | タイトーメモリーズII 上巻                  | 2007年1月25日 | PlayStation 2                 | タイトー | タイトー   | DVD-ROM                               | -    |                                                                      |
| 2   | タイトーメモリーズII 上巻 エターナルヒッツ | 2008年6月26日 | PlayStation 2                 | タイトー | タイトー   | DVD-ROM                               | -    | 廉価版                                                               |
| 3   | ファイティングホーク                       | 2022年5月6日  | PlayStation 4 Nintendo Switch | タイトー | ハムスター | ダウンロード (アーケードアーカイブス) | -    | 「こだわり設定」にて、原作で発生する処理落ちの再現の有無を設定可能。 |